# 一ノ木戸村
一ノ木戸村（いちのきどむら）は、かつて新潟県南蒲原郡にあった村。

## 沿革
- 1889年（明治22年）4月1日 - 町村制の施行により、南蒲原郡一ノ木戸村、田島村及び北中村の区域をもって、南蒲原郡一ノ木戸村が発足する。
- 1901年（明治34年）11月1日 - 南蒲原郡三条町及び一ノ木戸村が合併して、南蒲原郡三条町が発足する。